# ساندور سابو (عازف هاربسكورد)
ساندور سابو (بالإنجليزية: Sándor Szabó)‏ هو مدير موسيقي أمريكي، ولد في 4 نوفمبر 1960.